# Slag in de Koraalzee
De Slag in de Koraalzee, begin mei 1942, kan op verschillende manieren gezien worden als een keerpunt in de Tweede Wereldoorlog. Het was de eerste zeeslag waarin vliegdekschepen elkaar aanvielen en de eerste zeeslag waarin geen der schepen de ander gezien heeft. De slag markeerde ook het punt waarop de Japanse opmars in de Grote Oceaan voor het eerst gestopt werd.

## Achtergrond

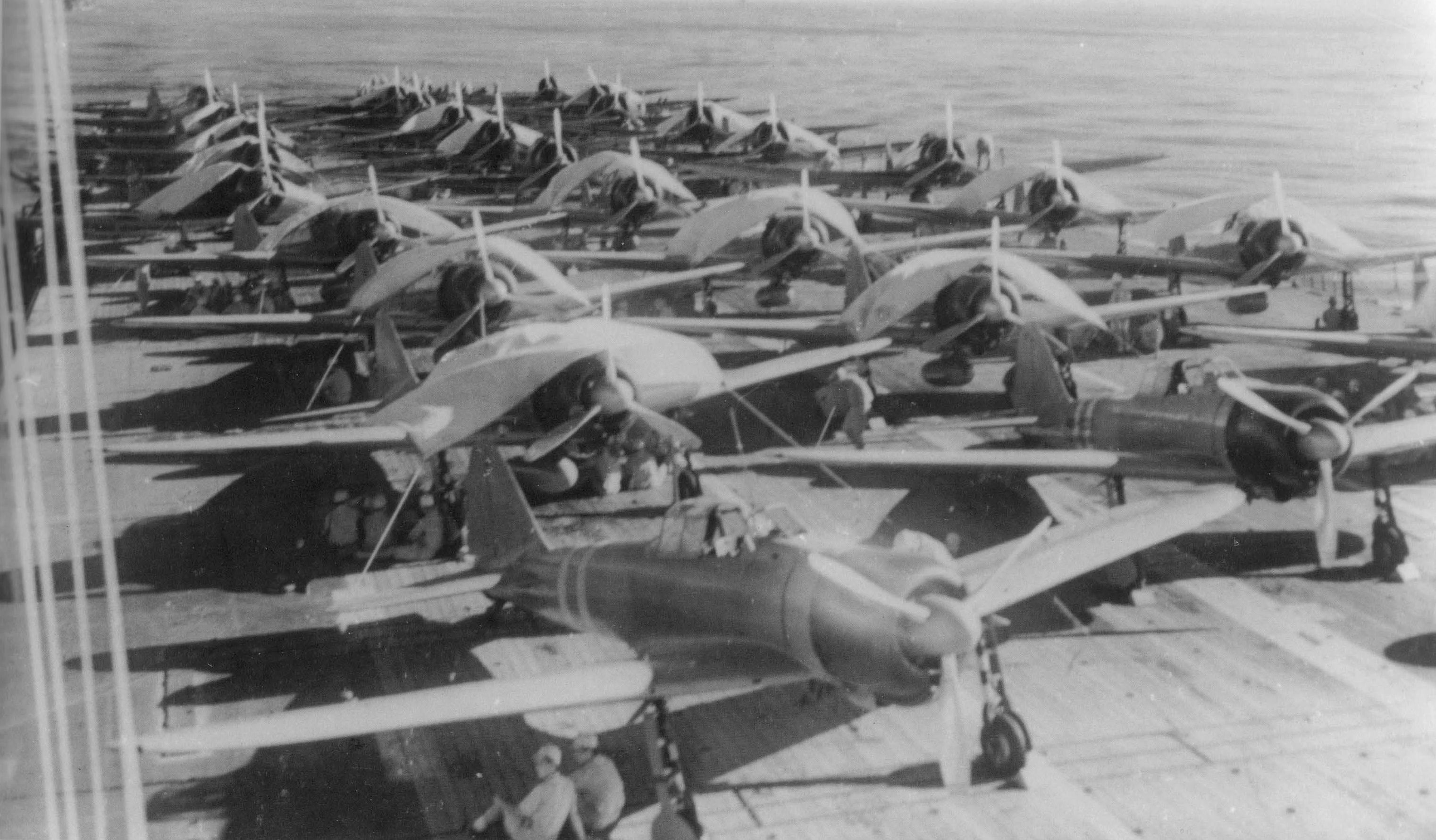
Vliegtuigen op de Zuikaku

Nadat het in enkele maanden grote delen van Zuidoost-Azië onder de voet had gelopen, stond het Japanse Keizerrijk op het hoogtepunt van haar militaire macht. De geallieerden trilden nog na van een serie nederlagen. Zij probeerden om het materiaal en de vaardigheden bijeen te schrapen, nodig om te overleven en om ooit terug te gaan slaan. De geallieerde strategie richtte zich op een defensieve opbouw van het Amerikaanse leger en het Amerikaanse korps mariniers op Nieuw-Caledonië en Australische lucht- en grondstrijdkrachten bij Port Moresby in zuidelijk Nieuw-Guinea.
In april 1942 vertrokken Japanse strijdkrachten vanuit hun steunpunt in Rabaul voor een dubbele amfibische invasie bij Port Moresby (Operatie MO), en Tulagi op de Salomonseilanden. Het doel was drievoudig: controle over de Salomonseilanden verkrijgen, Port Moresby (de laatste basis tussen Japan en het Australische continent) in handen krijgen en de Amerikaanse vliegdekschepen voor het eerst in de oorlog tot gevecht dwingen.
Historici zijn verdeeld over het Japanse doel op lange termijn. Er lijkt weinig twijfel aan te bestaan dat zij de Salomonseilanden als bastion tegen toekomstige Amerikaanse tegenaanvallen zagen. Ook lijkt het aannemelijk, dat zij een invasie in Noord-Australië op het oog hadden. Er is echter aanzienlijke twijfel over de Japanse doelen op langere termijn. De praktijk van de Japanse planning was complex, met slecht gedefinieerde verantwoordelijkheidsgebieden, en bittere debatten tussen leger en marine.
Er voeren verschillende vloten uit: de invasiestrijdkrachten voor de Salomonseilanden en Port Moresby, en een beschermingsvloot bestaande uit twee nieuwe, grote vliegdekschepen (Shokaku en Zuikaku, beide veteranen van de Aanval op Pearl Harbor), een kleiner vliegdekschip (Shoho), twee zware kruisers, en ondersteunende vliegtuigen. Door het afluisteren van radioberichten wisten de geallieerden dat de aan wal gestationeerde Japanse vliegtuigen naar het zuiden werden verplaatst en dat een grote operatie op komst was. Zij konden hier drie vloten tegenover stellen: USS Yorktown (CV-5) reeds in de Koraalzee aanwezig onder bevel van admiraal Frank Jack Fletcher, USS Lexington (CV-2) hierheen onderweg, en een vloot van oppervlakteschepen. De vliegdekschepen USS Hornet (CV-8) en USS Enterprise (CV-6) waren op weg naar het zuiden na de Doolittle Raid op Tokio maar arriveerden te laat om aan de strijd deel te nemen.

## De slag

### 1-6 mei
De Lexington arriveerde op 1 mei bij de Yorktown. De Japanners bezetten Tulagi zonder tegenstand op 3 mei, en begonnen met de bouw van een vliegveld. Na het innemen van brandstof stoomde de Yorktown richting Tulagi en voerde op 4 mei enkele succesvolle aanvallen op Japanse schepen en vliegtuigen uit. Hierdoor verraadden de Amerikanen de aanwezigheid van hun vliegdekschip, maar brachten de Japanse destroyer Mikazuki tot zinken. De capaciteit van het vliegveld voor het uitvoeren van verkenningsvluchten vanaf het eiland werd beschadigd. Hierna trok de Yorktown zich terug naar het afgesproken rendez-vouspunt met de Lexington en de nieuw gearriveerde kruisers. Onderwijl naderden de twee grote Japanse vliegdekschepen vanuit het zuiden, waardoor de Amerikaanse vloot ingesloten raakte tussen twee Japanse vloten.
Op het land gestationeerde B-17's vielen de Port Moresby naderende invasievloot op 6 mei aan, maar zonder resultaat. (Het zou nog bijna een jaar duren voordat erkend werd dat hoog vliegende bombardementsvluchten op bewegende schepen doelloos waren). Hoewel beide vloten op 6 mei veel verkenningsvluchten uitvoerden, konden zij elkaar op die dag niet lokaliseren, o.a. door de bewolking. Gedurende de nacht bevonden de twee vloten zich op ruim 100 km van elkaar. Andere geallieerde vliegtuigen mengden zich in de strijd vanaf luchtmachtbases bij Cooktown en Iron Range op het Kaap York-schiereiland.

### 6-7 mei

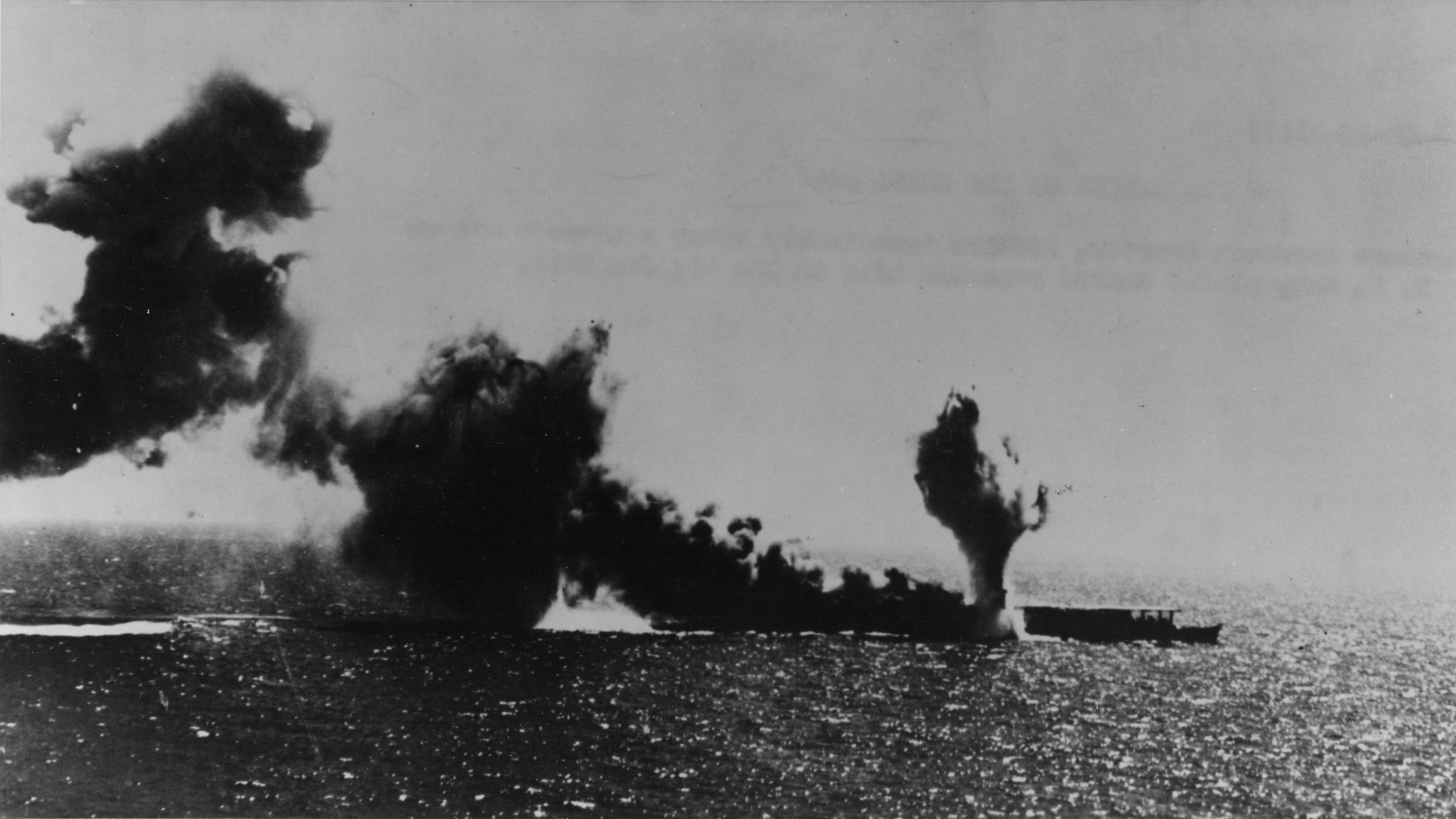
De Shoho in brand

Die nacht nam Fletcher de moeilijke beslissing om zijn belangrijkste oppervlakteschepen onder commando van de Australische admiraal John Crace weg te sturen om de meest waarschijnlijke koers van de Japanse invasievloot naar Port Moresby te blokkeren. Crace's vloot bestond uit de kruisers HMAS Australia, USS Chicago (CA-29), HMAS Hobart, en de destroyers USS Perkins, USS Walke en USS Farragut. Zowel Fletcher als Crace realiseerden zich het risico, dat hiermee dit squadron, zonder luchtbescherming blootgesteld aan de aanvallen van op land gestationeerde Japanse vliegtuigen, hetzelfde noodlot dreigde te ondergaan als de Britse slagschepen HMS Prince of Wales en HMS Repulse vijf maanden eerder.
Hun angsten werden bewaarheid toen het squadron in de middag van 7 mei door een squadron Japanse torpedobommenwerpers gespot werd en een aantal intensieve luchtaanvallen te verduren kreeg. Door geluk of vaardigheid ontsnapten de geallieerde schepen, met verlies van USS Neosho (AO-23) en USS Sims. Enkele minuten na de Japanse aanval werd het squadron per abuis aangevallen door Amerikaanse B-17's. Opnieuw kwamen de Farragut en Perkins er zonder averij vanaf.
De Amerikaanse verkenningsvliegtuigen spotten de Japanse invasievloot met het kleine Japanse vliegdekschip Shoho. Dit werd aangezien voor de Japanse hoofdvloot, en Fletcher zette 53 bommenwerpers, 22 torpedovliegtuigen en 18 jagers in voor een aanval. De Shoho werd bij deze aanval tot zinken gebracht.

### 8 mei

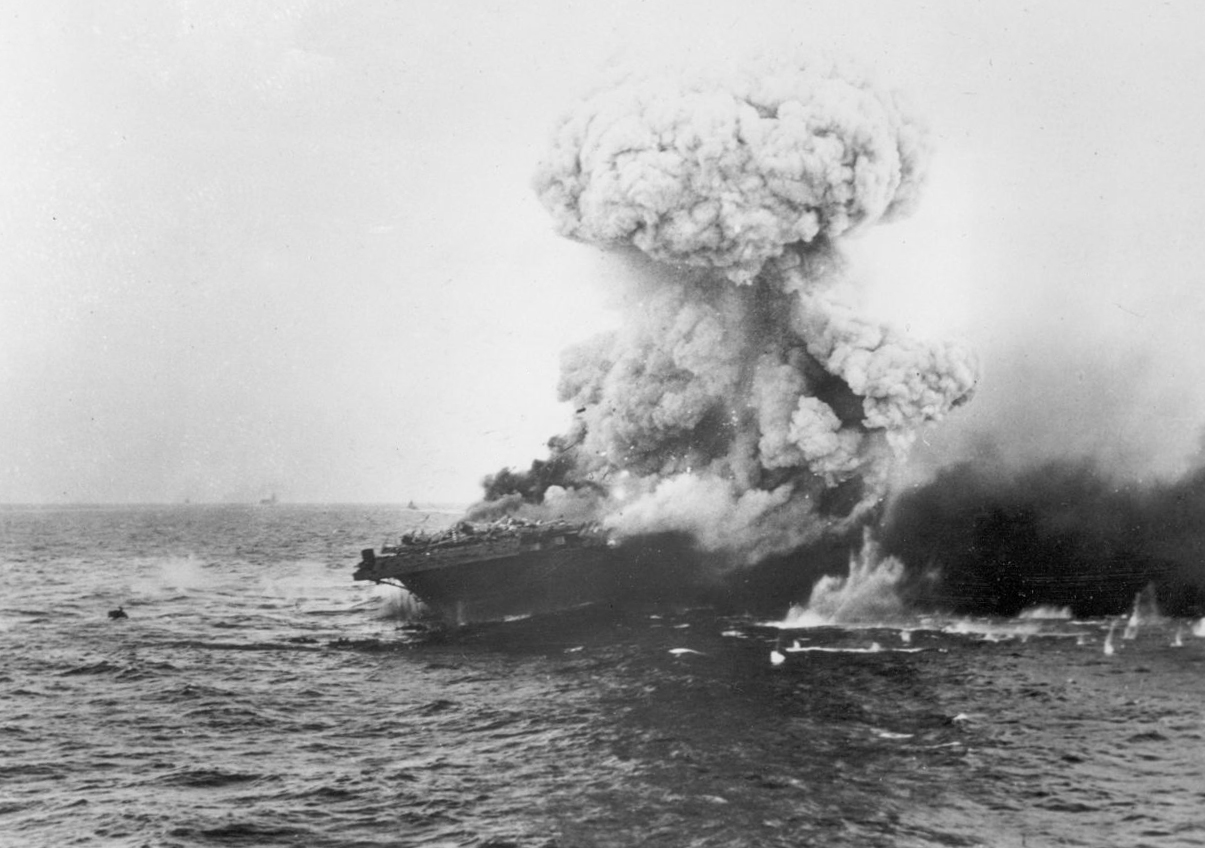
De Lexington ontploft.

Op de ochtend van 8 mei hadden de Japanners het voordeel. Boven hun vliegdekschepen hing een laag wolkendek, wat het zoeken van de geallieerde vliegtuigen zou bemoeilijken. Fletchers vliegdekschepen voeren onder een onbewolkte lucht.
Toch vonden de verkenningsvliegtuigen van beide partijen elkaars vloten vrij snel na elkaar. Onmiddellijk hierna lanceerden beide strijdmachten een luchtaanval op de vliegdekschepen van de andere partij. De twee golven vliegtuigen passeerden elkander ongemerkt. Verborgen in de regen ontsnapte de Zuikaku aan de verkenning, maar de Shokaku werd door drie bommen geraakt. In brand staand was de Shokaku niet in staat haar terugkerende vliegtuigen aan boord te nemen. Ze was buiten gevecht gesteld.
Beide Amerikaanse vliegdekschepen werden bij de Japanse aanval geraakt: de Yorktown door een bom, de grotere en minder manoeuvreerbare Lexington door zowel bommen als torpedo's. Ze overleefde de initiële schade, en deze werd ingeschat als te repareren. Een uur later ontplofte echter de vliegtuigbrandstof en moest het schip verlaten en getorpedeerd worden om te voorkomen dat het in Japanse handen viel.
Craces force bleef positie innemen tussen de Japanse invasievloot en Port Moresby. Inoue, misleid door foutieve vliegtuigrapporten over de sterkte van het geallieerde eskader, gaf de invasiestrijdmacht bevel terug te keren.

## Betekenis

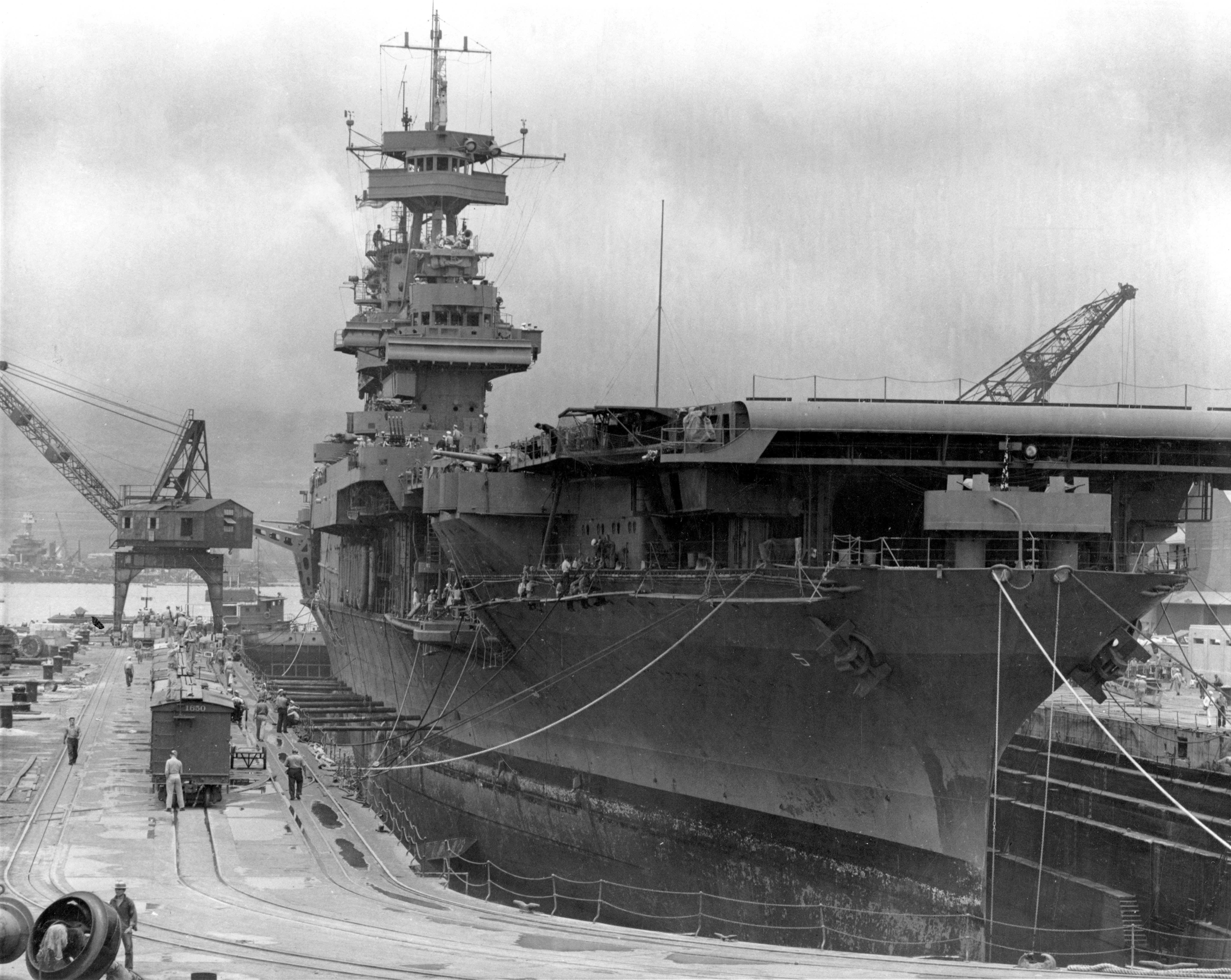
De Yorktown na de slag in een droogdok te Pearl Harbor.

- In tactische termen boekten de Japanners een marginale overwinning: zij verloren een klein vliegdekschip en de Amerikanen een groot. Beiden hadden nog zware schade aan een van hun grote vliegdekschepen, maar voor de geallieerden was het een opsteker: na vijf maanden van continue nederlagen, was er eindelijk een slag waarin ze op gelijke termen klappen uitdeelden.
- De opkikker voor het moreel was uiterst belangrijk: de Amerikanen kregen vertrouwen dat ze Japan konden verslaan.
- De landing uit zee bij Port Moresby werd verhinderd. Moresby vormde een vitaal punt in de geallieerde strategie, en kon nog niet verdedigd worden door de daar gestationeerde grondstrijdkrachten. Het verlies van Port Moresby zou vrijwel zeker een invasie in, en mogelijk zelfs het verlies van Australië hebben betekend.
- Als gevolg van de afgewende landing uit zee was Japan gedwongen om te trachten Port Moresby over land in te nemen. Dit uitstel was juist voldoende om de aankomst van de ervaren Second Australian Imperial Force mogelijk te maken. Deze vochten vervolgens mee in de Kokoda Track campagne en de Slag bij Milne Bay. Dit verlichtte de druk op Guadalcanal.
- Zonder een basis in Nieuw-Guinea zou de geallieerde opmars in de Grote Oceaan kostbaarder en langduriger zijn geweest dan nu.
- Het verlies van de USS Lexington was een ernstige klap, maar de Amerikanen konden verliezen sneller opvangen dan Japan.
- De marine van de Verenigde Staten leerde veel van deze slag. Uit het verlies van de Lexington leerde de marine betere manieren voor de opslag van vliegtuigbrandstof op vliegdekschepen. Ook de controle van het defensieve vliegtuigscherm rond de vliegdekschepen werd verbeterd. Uit de aanvallen op de Japanse vliegdekschepen volgden waardevolle lessen over de coördinatie van duikbommenwerpers en torpedobommenwerpers (te laat voor de Slag bij Midway, maar wel nuttig voor de langere termijn).
- De USS Yorktown keerde terug naar Pearl Harbor.
- Hoewel geschat werd dat de reparatie van de Yorktown maanden zou duren, verrichtte de ploegen in Pearl Harbor een topprestatie door haar in zeer korte tijd weer zeewaardig te hebben. Ze was daardoor tijdens de belangrijkste Slag bij Midway, weer aanwezig. Deze aanwezigheid bleek doorslaggevend (drie vliegdekschepen in plaats van twee).
- Doordat de Shokaku beschadigd was en de Zuikaku tekort aan vliegtuigen had, waren geen van beiden in staat om een maand later deel te nemen aan de cruciale Slag bij Midway.
- Hoewel de Zuikaku slechts licht beschadigd was, en ze toch nog 40 vliegtuigen droeg, moest ze voor reparatie naar Japan terugkeren. De reparatie van Shokaku duurde zes maanden. Geen van beide was in de Slag bij Midway aanwezig. De afwezigheid van Zuikaku en Shokaku bij Midway was fataal voor Japan als bleek achteraf: twee vliegdekschepen minder aan Japanse kant.
- Japan kon het verlies aan vliegtuigen en zelfs aan vliegdekschepen nog wel opvangen, maar zou het verlies aan de meest ervaren en getrainde piloten nooit meer goedmaken.

## Citaten
1. ↑  Keegan, p. 229
2. ↑  Rohwer, p. 163
3. ↑  Stephen, p. 147